# Рейстерстаун (Меріленд)
Рейстерстаун (англ. Reisterstown) — переписна місцевість (CDP) в США, в окрузі Балтимор штату Меріленд. Населення — 26 822 особи (2020).

## Географія
Рейстерстаун розташований за координатами 39°27′15″ пн. ш. 76°48′58″ зх. д. / 39.45417° пн. ш. 76.81611° зх. д. (39.454112, -76.816023).  За даними Бюро перепису населення США в 2010 році переписна місцевість мала площу 13,39 км², з яких 13,37 км² — суходіл та 0,01 км² — водойми.

## Демографія
Згідно з переписом 2010 року, у переписній місцевості мешкало 25 968 осіб у 10 133 домогосподарствах у складі 6740 родин. Густота населення становила 1940 осіб/км².  Було 10594 помешкання (791/км²).
Расовий склад населення:
| - 57,2 % — білих - 29,3 % — чорних або афроамериканців - 6,3 % — азіатів - 0,4 % — корінних американців - 0,1 % — вихідців з тихоокеанських островів - 3,7 % — осіб інших рас |

До двох чи більше рас належало 3,2 %. Частка іспаномовних становила 8,9 % від усіх жителів.
За віковим діапазоном населення розподілялося таким чином: 24,8 % — особи молодші 18 років, 64,7 % — особи у віці 18—64 років, 10,5 % — особи у віці 65 років та старші. Медіана віку мешканця становила 36,2 року. На 100 осіб жіночої статі у переписній місцевості припадало 89,4 чоловіків;  на 100 жінок у віці від 18 років та старших — 84,4 чоловіків також старших 18 років.
Середній дохід на одне домашнє господарство  становив 79 322 долари США (медіана — 61 593), а середній дохід на одну сім'ю — 87 817 доларів (медіана — 67 759). Медіана доходів становила 50 000 доларів для чоловіків та 46 189 доларів для жінок. За межею бідності перебувало 12,8 % осіб, у тому числі 19,5 % дітей у віці до 18 років та 7,7 % осіб у віці 65 років та старших.
Цивільне працевлаштоване населення становило 14 463 особи. Основні галузі зайнятості: освіта, охорона здоров'я та соціальна допомога — 21,8 %, науковці, спеціалісти, менеджери — 14,3 %, мистецтво, розваги та відпочинок — 11,5 %, роздрібна торгівля — 10,8 %.